# Emilie Kiep-Altenloh
Emilie Kiep-Altenloh geb. Altenloh (* 30. Juli 1888 in Voerde/Westfalen (heute zu Ennepetal); † 22. Februar 1985 in Hamburg) war eine deutsche Soziologin, Filmwissenschaftlerin  und liberale Politikerin (DDP bzw. FDP). Sie war von 1949 bis 1961 Mitglied der Hamburgischen Bürgerschaft, von 1953 bis 1961 Senatorin und von 1961 bis 1965 Mitglied des Bundestags. Sie wird als „große alte Dame des Liberalismus“ tituliert.

## Leben und Politik
Ihre Eltern waren der Fabrikant und Brauereibesitzer Emil Altenloh und seine Frau Laura, geborene Kürten. Emilie Altenlohs Vater und Onkel betrieben in Voerde eine Schraubenfabrik, zudem besaß die Familie eine Brauerei und eine Salzfabrik. Sie besuchte bis zum zehnten Lebensjahr die einklassige Volksschule auf dem Brink, danach erhielt sie Privatunterricht, besuchte ein Internat in der Schweiz und das Realgymnasium in Elberfeld. 1909 bestand sie das Abitur in Remscheid und studierte anschließend Nationalökonomie, Rechtswissenschaften und Soziologie an den Universitäten Heidelberg, München, Kiel und Wien. Sie promovierte 1913/14 bei Alfred Weber mit einer Dissertation Zur Soziologie des Kino, die mit summa cum laude bewertet wurde und die weltweit erste sozialwissenschaftliche Arbeit über das Kino darstellt. Der besondere Wert der Arbeit liegt in der Befragung von Teilen der Mannheimer Bevölkerung über ihre Kinogewohnheiten und der Auswertung der Ergebnisse nach Altersgruppen und sozialen Schichten. Nach ihrer Dissertation verfasste sie über Film nur noch einen Aufsatz, der 1913 in der Kinoreformer-Zeitschrift Bild und Film erschien. Sie verglich darin das Kino mit dem Theater und erklärte seinen Siegeszug mit dem Bedürfnis des Großstadtmenschen nach leichter Unterhaltung.
Danach arbeitete sie als Berufsberaterin und Lehrstellenvermittlerin in Elberfeld und Düsseldorf. Von 1914 bis 1918 leitete sie das Kreisernährungsamt im westfälischen Schwelm, 1918 arbeitete sie in einer Herdfabrik. Von 1919 bis 1924 war sie die Leiterin des Provinzialwohlfahrtsamtes für Schleswig-Holstein. In dieser Zeit gründete sie die soziale Frauenschule in Kiel, die sie zeitweise auch leitete. 1924 war sie Mitbegründerin des „Fünften Wohlfahrsverbands“ in Schleswig-Holstein, aus dem später der Paritätische Wohlfahrtsverband hervorging.
1923 heiratete Altenloh den Industriedirektor und Ingenieur der Vulkanwerft in Hamburg, Johann Nikolaus („Klaus“) Kiep (* 1. Oktober 1882, † 14. November 1967), Sohn des Kaufmanns Johannes Kiep, Bruder von Louis Leisler Kiep und Otto Kiep. Die Ehe blieb kinderlos. Der CDU-Politiker Walther Leisler Kiep ist ihr Neffe.
1929 trat Kiep-Altenloh der Deutschen Demokratischen Partei (DDP) bei, die sie bis 1930 als Stadtverordnete in Altona vertrat. Im Mai 1930 rückte sie für den ausgeschiedenen Abgeordneten Theodor Tantzen in den Deutschen Reichstag nach, schied aber nach der vorgezogenen Reichstagswahl im September desselben Jahres wieder aus. Im Jahr darauf war sie Mitbegründerin des ersten deutschen Zonta-Clubs in Hamburg.
Nach der so genannten Machtergreifung der Nationalsozialisten unterlag sie einem politischen Betätigungsverbot, sie übernahm daher eine Stelle in der Verwaltung des von Jakob von Uexküll geleiteten Instituts für Umweltforschung der Universität Hamburg. Parallel studierte sie dort ab 1934 Zoologie. Nach Kriegsausbruch 1939 hatte sie am Institut eine Schlüsselstellung inne. Sie war für die Blindenhundeausbildung zuständig. Als Uexkülls Nachfolger Friedrich Brock und Heinz Brüll in Kriegsgefangenschaft gerieten, leitete sie bis 1947 das gesamte Institut. Aus diesem gliederte sie die Blindenhundeausbildung aus und gründete hierzu im Oktober 1945 die Jacob von Uexküll Stiftung zur Ausbildung von Blindenhunden.
Nach dem Zweiten Weltkrieg war Kiep-Altenloh Mitbegründerin der Partei Freier Demokraten (PFD), aus der die FDP Hamburg hervorging. Sie war von 1949 bis 1961 Abgeordnete der Hamburgischen Bürgerschaft. In der zweiten Wahlperiode hatte sie 1951 für zwei Monate das Amt der stellvertretenden Fraktionsvorsitzenden inne. Damit war sie die erste Frau, die in Hamburg in den Vorstand einer Bürgerschaftsfraktion gewählt wurde. Von 1953 bis 1961 war sie Senatorin: Im Senat Sieveking (Hamburg-Block, 1953–57) leitete sie die Sozial- und Jugendbehörde, in den Senaten Brauer III und Nevermann I (sozialliberale Koalition, 1957–61) die Behörde für Ernährung und Landwirtschaft sowie die Gefängnisbehörde. Anschließend saß sie von 1961 bis 1965 im Deutschen Bundestag.

## Ehrungen
Emilie Kiep-Altenloh war für das Große Bundesverdienstkreuz vorgeschlagen worden. Daraufhin kam es zu einer Kleinen Anfrage der SPD in der Hamburger Bürgerschaft im Mai 1963. Bürgermeister Paul Nevermann erklärte, dass der Senat weiterhin an seiner traditionellen Devise festhält: Keine Orden für Senatoren (sogenannte Hanseatische Ablehnung). Zu Vorschlägen von anderer Seite werde sich der Senat gegenüber der verleihenden Stelle dahin äußern, dass von der Verleihung abgesehen werden möge. Die Freie und Hansestadt Hamburg ehrte Emilie Kiep-Altenloh 1963 mit der Bürgermeister-Stolten-Medaille. Die FDP Hamburg wählte sie 1972 zu ihrer Ehrenvorsitzenden. Nach ihr ist die 1979 gegründete Dr.-Emilie-Kiep-Altenloh-Stiftung benannt.

## Veröffentlichungen
- Emilie Altenloh: Zur Soziologie des Kino. Die Kino-Unternehmung und die sozialen Schichten ihrer Besucher (= Schriften zur Soziologie und Kultur, Bd. 3), Jena 1914, Neudruck 1977 (E-Text)
- Emilie Altenloh und Ernst Kantorowicz: Leitfaden für Jugendämter und Jugendschöffen in der Jugendgerichtshilfe. Meldorf 1923.
- Emilie Kiep-Altenloh: Die Ausbildung von Blindenführhunden. In: Grenzgebiete der Medizin. 1. Jahrgang, 1948, S. 57–59
- Emilie Kiep-Altenloh: Das nicht besetzte Plenum. Gedanken und Vorschläge. In: Freie Demokratische Korrespondenz. 1964, Nr. 24, 13. März 1964.
- Emilie Kiep-Altenloh: Aufzeichnungen und Erinnerungen. In: Abgeordnete des Deutschen Bundestages – Aufzeichnungen und Erinnerungen. Band 1, Boppard am Rhein, 1982, S. 315–344.